# 波塞冬神庙 (塔兰托)

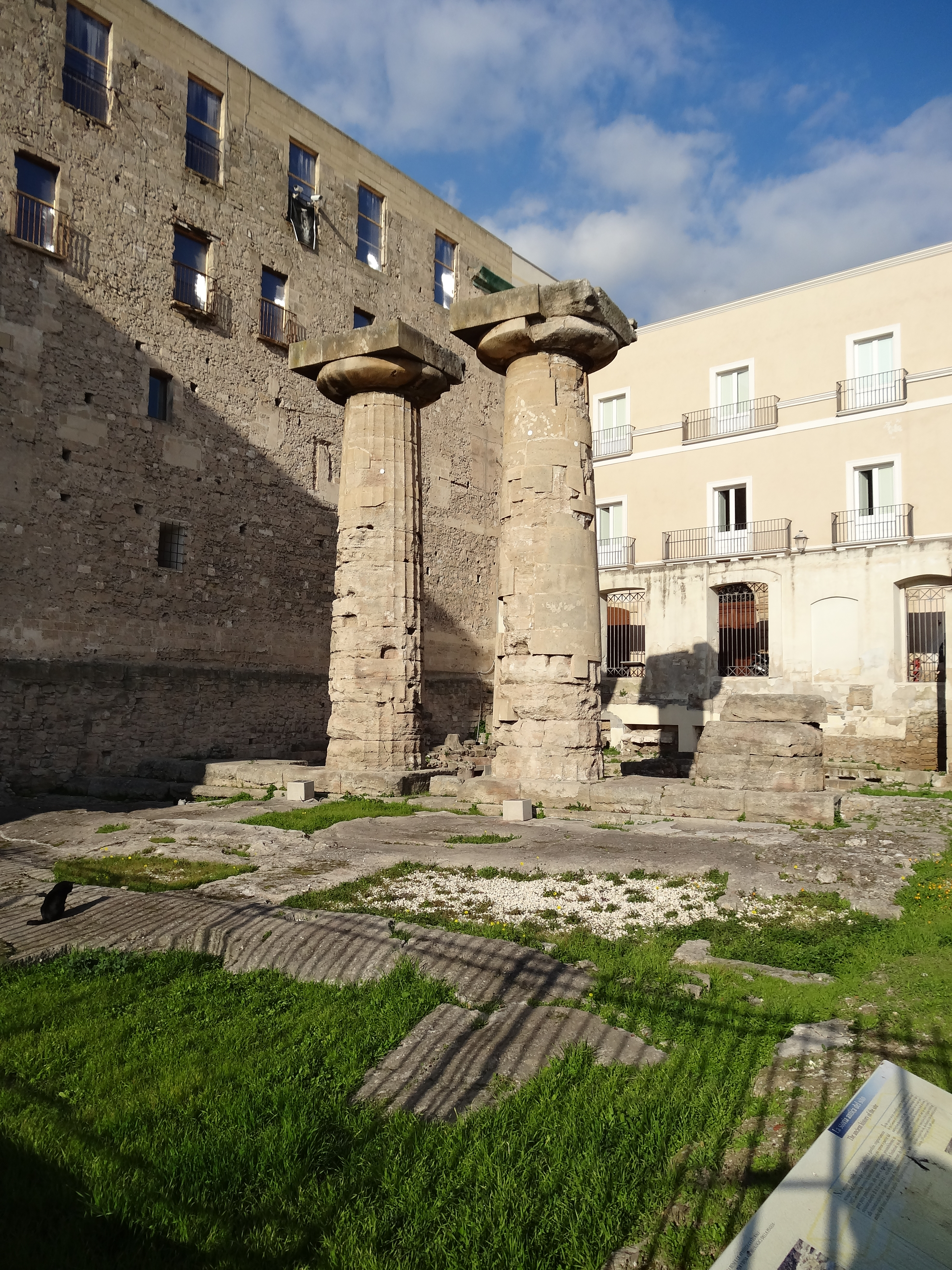
波塞冬神庙残存的两根柱子

塔兰托的波塞冬神庙是一座六柱围柱式多立克式神庙，位于意大利塔兰托历史中心的卡斯特罗广场。它是大希腊地区最古老的神庙，同时也是塔兰托老城区唯一存世的希腊神庙。该神庙的历史可以追溯到公元前六世纪上半叶。它在中世纪被毁，神庙的部分材料被重新用于修建其他建筑物。

## 描述
几个世纪以来，这座神庙经历了严重的破坏和毁坏。当地的人们不停地用神庙的石料去修建其他建筑，使得学者们无法得知神庙的确切平面图。
神庙仍然保留着的两根多立克式柱子和第三根柱子的三节柱础是由从塔兰托卫城采集的卡帕罗石制成的，这两根柱子原本属于神庙拱廊长边的一部分，位于城市广场废墟旁的圣米歇尔修道院中也保留了部分柱子的遗迹。 这座神庙柱高8.47米，柱子直径2.05米，柱间距3.72米。通过对神庙面积的观察以及宽度与间隔关系的计算，学者们推测神庙的正面应当面向圣弗朗西斯保拉桥所桥接的通航运河。这座神庙的正面有6根柱子，侧边有13根柱子，属于经典的六柱围柱式结构。此外，神庙柱头和础的轮廓非常低，彼此堆叠在一起，并且没有中心销，这些表明它们是在公元前五世纪之前制造的。
神庙柱廊的地基和内殿的地基之间没有结构链接，因此学者门推责神庙的柱廊是在内殿建成后的翻新和扩建阶段完成的。柱子旁边有一条小沟渠，以及沟渠边缘的痕迹，表明最早的神庙存在人行道和凸起的木制平台，属于原始邪教建筑，由粗糙的砖块和易腐烂的材料建造，或许是由公元前8世纪的斯巴达人所建。

## 历史
神庙直到公园4世纪-5世纪仍然在使用，随后在罗马帝国晚期对异教徒的迫害中被迫关闭。公元6世纪，当人们出于防御原因撤退到半岛时，这个神庙被用作了粮仓。公元10世纪，神庙的遗址上建成了一个小的基督教堂，而从公元14世纪开始，该神庙的部分区域被用于工业活动，其中包括粘土花瓶作坊和小窑炉。
神庙的废墟曾被先后并入圣三一教堂、圣三一教堂的庭院、马斯特罗努齐之家和塞莱斯廷斯修道院。 1700年，神庙原址处仍有10根柱子可见，但在1729年修道院整修期间，这些柱子都被拆除并散置。 19世纪末，考古学家路易基·维奥拉（Luigi Viola）调查了神庙遗迹，并认为它是被献给海神波塞冬的，但根据现代考古学发现，它更可能与女性神祇阿耳忒弥斯、珀耳塞福涅或赫拉有关。随着1926年修道院和1973年附近教堂的拆除，神庙的其他遗迹也一并分散。

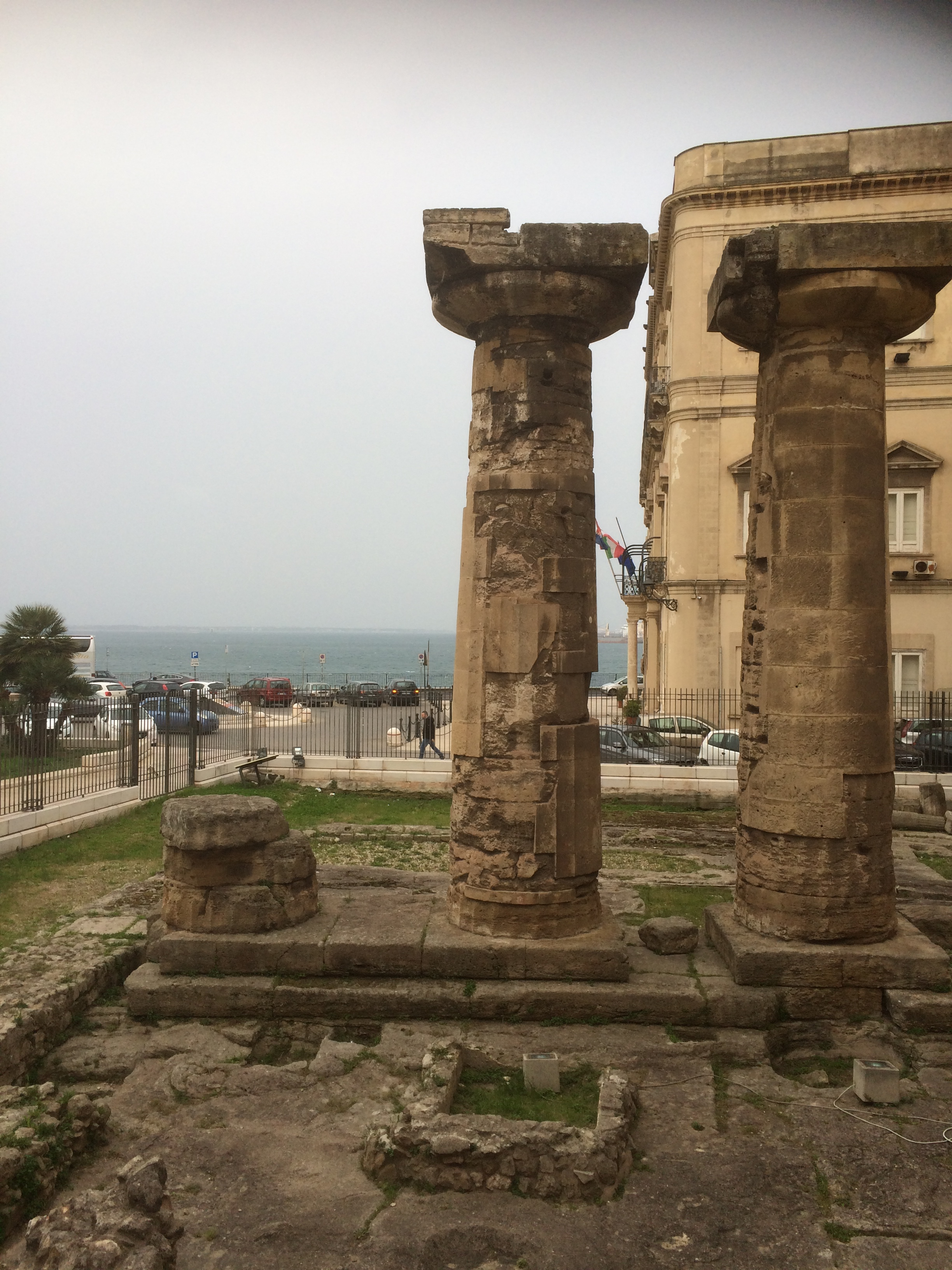
另外一个视角看神庙残存的柱子

## 其他相关
- 塔兰托的历史
- 古希腊神庙列表